# Шкурат, Дмитрий Иванович
 Дмитрий Иванович Шкурат  (14 апреля 1925 — 14 апреля 1944) — пулемётчик 682-го стрелкового полка (202-я стрелковая дивизия, 27-я армия, 2-й Украинский фронт). Герой Советского Союза.

## Биография
Родился 14 апреля 1925 года в селе Шадрино в крестьянской семье. После окончания семилетней школы работал в колхозе. В январе 1943 года призван в Красную армию Ельцовским РВК Алтайского края.
С мая 1943 года красноармеец Шкурат в составе 682-го стрелкового полка воевал на 2-м Украинском фронте. За боевые заслуги в наступательных боях 7 марта 1944 года в районе деревни Черемисское Киевской области красноармеец Шкурат награждён медалью «За отвагу».
Из наградного листа:

14 апреля 1944 года в бою за село Тотоусчий Ясского уезда (Румыния) тов. Шкурат со своим пулемётом отразил яростную контратаку противника. Наступая превосходящими силами, противник ударил в левый фланг батальона и создал угрожающую обстановку для всего полка. Находясь на левом фланге батальона, тов. Шкурат со своим пулемётом принял основной удар наступающих цепей немцев и румын. Противник вынужден был залечь, но поддержанный миномётным огнём, снова бросился в атаку и пулемёт тов. Шкурата опять заговорил. Маневр противника с целью обойти пулемёт также окончился неудачей. Под сильным огнём противника тов. Шкурат бил из своего пулемета до тех пор, пока вражеский осколок не оборвал его героическую жизнь. По показаниям пленных, захваченных в тот же день, пулемёт Шкурата уничтожил и вывел из строя свыше 200 солдат и офицеров и этим сорвал контратаку противника.

Указом Президиума Верховного Совета СССР от 13 сентября 1944 года за образцовое выполнение боевых заданий командования на фронте борьбы с немецкими захватчиками и проявленные при этом отвагу и геройство красноармейцу Шкурату Дмитрию Ивановичу присвоено звание Героя Советского Союза с вручением ордена Ленина и медали «Золотая Звезда» (посмертно).
Похоронен в братской могиле на восточной окраине населённого пункта Тотоусчий (Ясский уезд, Румыния).

## Награды
- Медаль «Золотая Звезда» (13.09.1944)[3][4];
- орден Ленина (13.09.1944);
- медаль «За отвагу» (26.03.1944)[2].

## Память
Именем Героя названа улица в селе Бочкари Целинного района. На здании Шадринской школы ему установлена мемориальная доска. Имя увековечено на Мемориале Славы в городе Барнауле.